# Mount Epperly
Mount Epperly ist ein 4602 m hoher Berg im westantarktischen Ellsworthland. Er ragt 3 km südlich des Mount Tyree im Hauptkamm der Sentinel Range des Ellsworthgebirges auf.
Der United States Geological Survey kartierte ihn anhand eigener Vermessungen und Luftaufnahmen der United States Navy zwischen 1957 und 1959. Das Advisory Committee on Antarctic Names benannte ihn 1961 nach Leutnant Robert M. Epperly von den Reservestreitkräften der US-Navy, Pilot bei Luftaufklärungs- und Versorgungsflügen im Zeitraum der Vermessungsarbeiten.